# Susumu Katsumata
Susumu Katsumata (勝俣 進 Katsumata Susumu?), född 17 februari 1956 i Yamanashi prefektur, är en japansk före detta fotbollsspelare och tränare.
Katsumata började sin karriär 1978 i Kofu SC. Han avslutade karriären 1984.
Katsumata har efter den aktiva karriären verkat som tränare och har tränat J2 League-klubbar, Ventforet Kofu (Kofu SC).